# Нячанг
Няча́нг (в'єтн. Nha Trang) — столиця провінції Кханьхоа у центральному В'єтнамі. Населення на 2005 рік становило 361 454 чоловік. Один з найпопулярніших курортів В'єтнаму.

## Географія

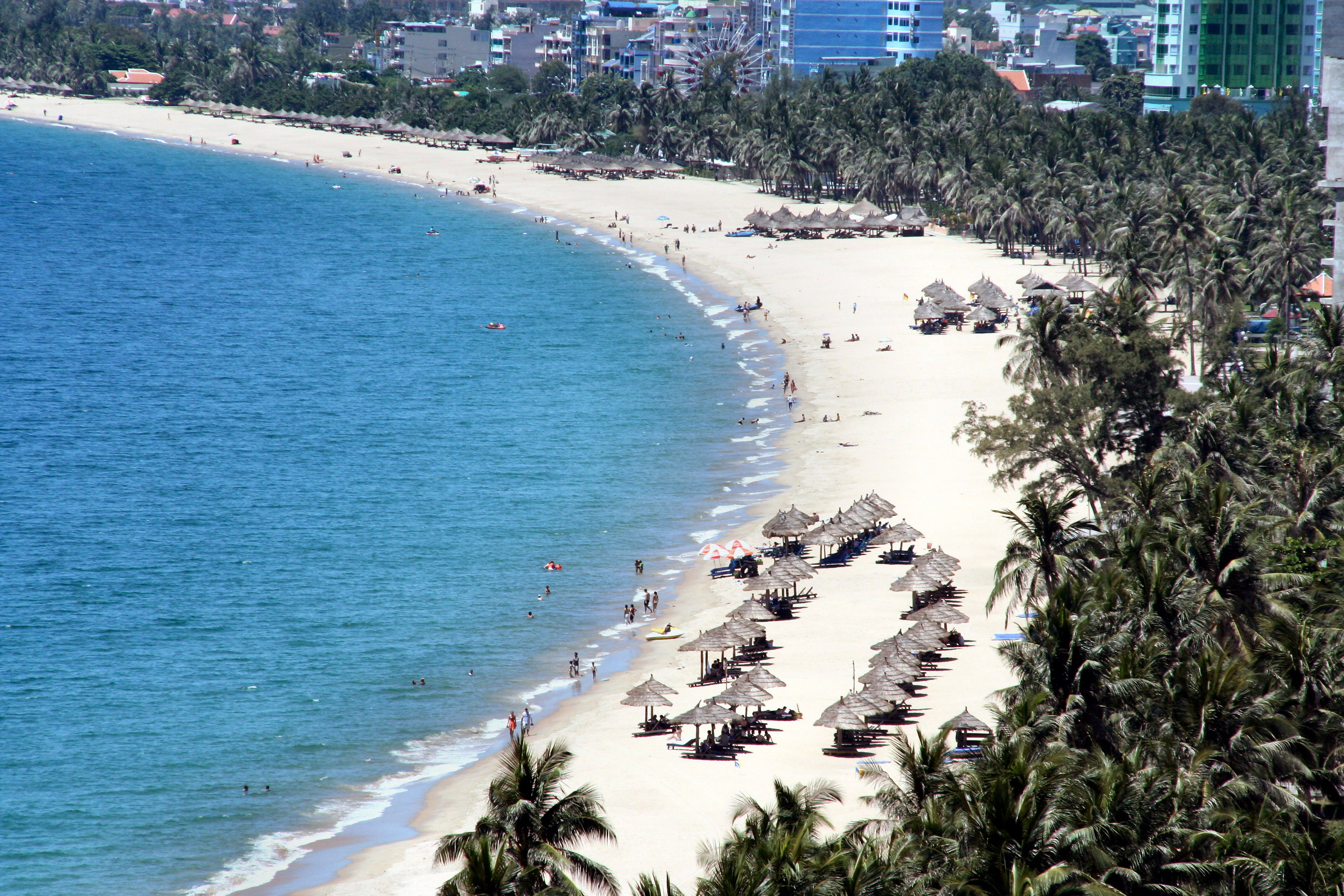
Пляж Нячанга

Розташований на узбережжі Південно-Китайського моря за 1300 км від столиці В'єтнама Ханоя і за 450 км від Хошиміна.
Піщаний пляж міста становить приблизно 7 кілометрів. Пісок дрібнозернистий, переважно сірого кольору. Хоча колір піску варіює від досить-білого до жовто-коричневого кольору. У деяких місцях прибережна смуга представлена кам'яними брилами.

### Клімат
Місто знаходиться у зоні, котра характеризується кліматом тропічних саван. Найтепліший місяць — червень із середньою температурою 29.4 °C (85 °F). Найхолодніший місяць — січень, із середньою температурою 24.4 °С (76 °F).
| Клімат Нячанга          | Клімат Нячанга | Клімат Нячанга | Клімат Нячанга | Клімат Нячанга | Клімат Нячанга | Клімат Нячанга | Клімат Нячанга | Клімат Нячанга | Клімат Нячанга | Клімат Нячанга | Клімат Нячанга | Клімат Нячанга | Клімат Нячанга |
| Показник                | Січ.           | Лют.           | Бер.           | Квіт.          | Трав.          | Черв.          | Лип.           | Серп.          | Вер.           | Жовт.          | Лист.          | Груд.          | Рік            |
| Абсолютний максимум, °C | 31             | 37             | 38             | 37             | 40             | 42             | 39             | 38             | 40             | 37             | 41             | 37             | 42             |
| Середній максимум, °C   | 26             | 27             | 28             | 30             | 31             | 31             | 31             | 31             | 30             | 28             | 27             | 26             | 29             |
| Середня температура, °C | 24             | 25             | 26             | 27             | 28             | 29             | 28             | 28             | 28             | 27             | 26             | 24             | 27             |
| Середній мінімум, °C    | 21             | 22             | 23             | 25             | 26             | 26             | 26             | 26             | 25             | 24             | 23             | 22             | 24             |
| Абсолютний мінімум, °C  | 10             | 10             | 11             | 10             | 17             | 16             | 17             | 20             | 20             | 16             | 10             | 8              | 8              |
| Норма опадів, мм        | 40             | 20             | 30             | 40             | 50             | 40             | 40             | 50             | 150            | 320            | 320            | 180            | 1310           |
| Днів з опадами          | 6              | 3              | 3              | 4              | 6              | 4              | 5              | 7              | 11             | 14             | 15             | 13             | 91             |
| Вологість повітря, %    | 80             | 80             | 80             | 85             | 80             | 80             | 80             | 80             | 80             | 85             | 85             | 85             | 81.7           |
| ----------------------- | -------------- | -------------- | -------------- | -------------- | -------------- | -------------- | -------------- | -------------- | -------------- | -------------- | -------------- | -------------- | -------------- |
| Джерело: Weatherbase    |                |                |                |                |                |                |                |                |                |                |                |                |                |

Температура води у морі біля Нячанга 26-27 градусів, однак, у січні-лютому вона холодніша: не вище 24 °C. Спостерігаються помітні припливи і відпливи.

## Історія

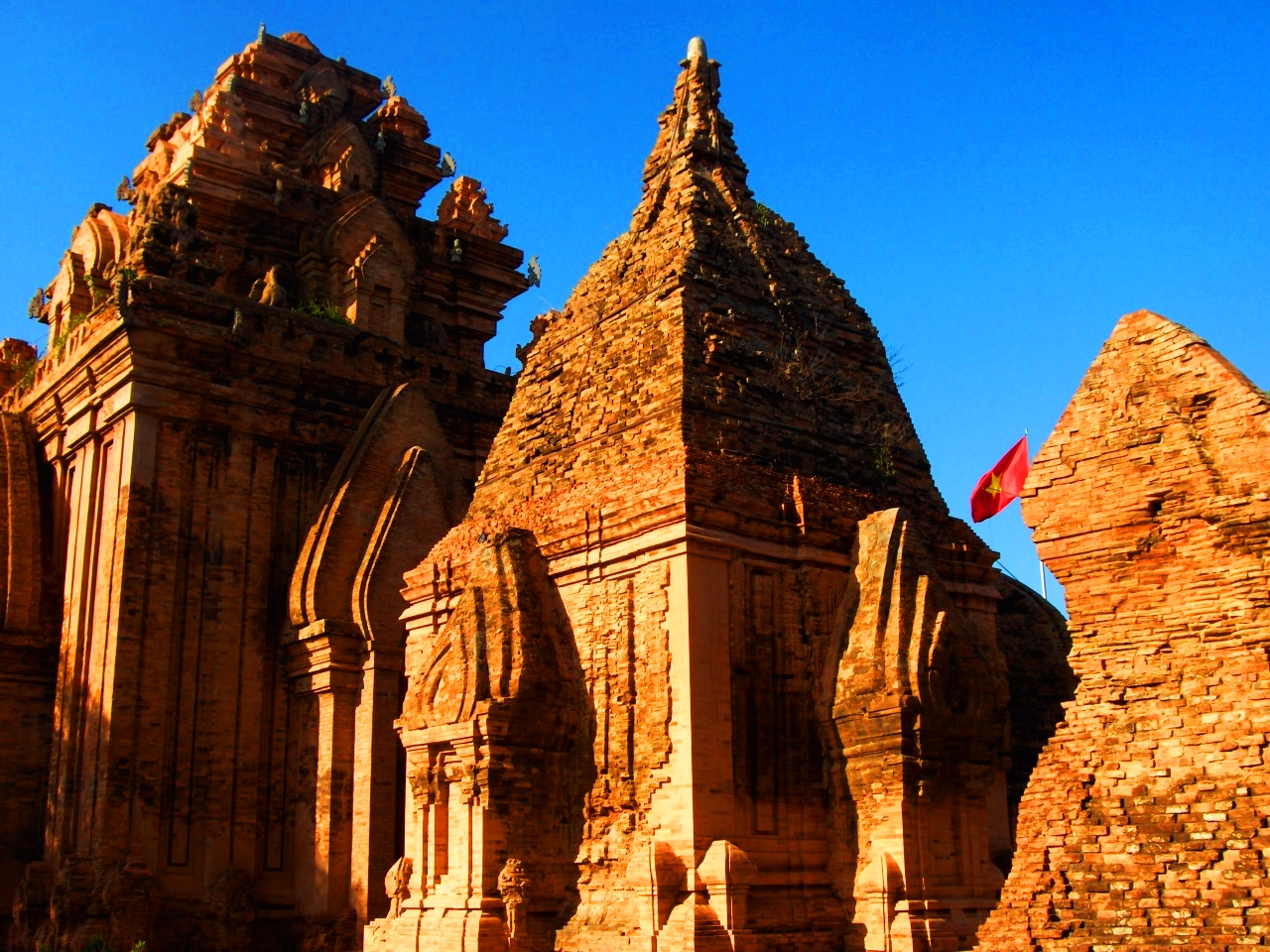

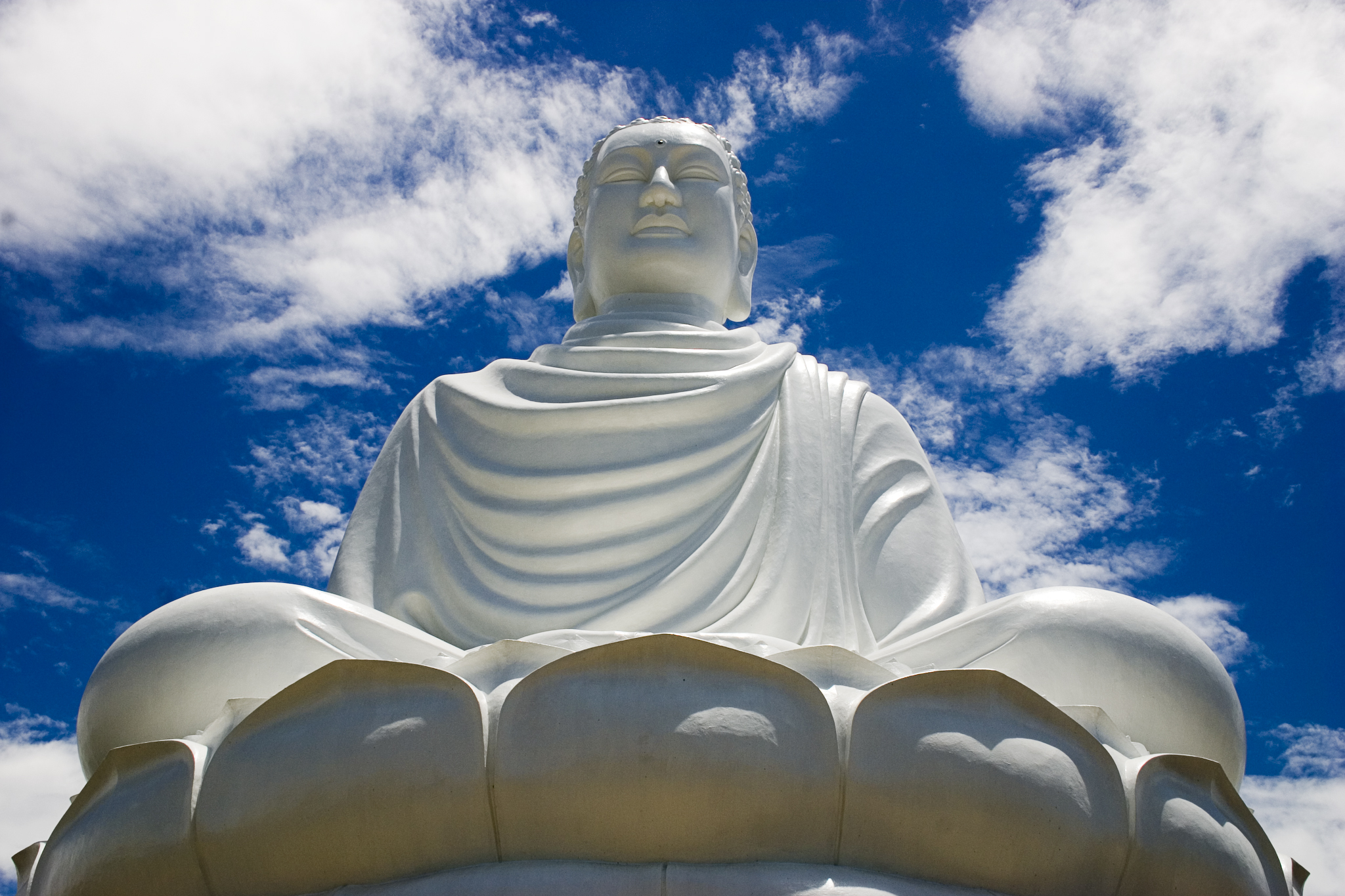
Статуя Будди

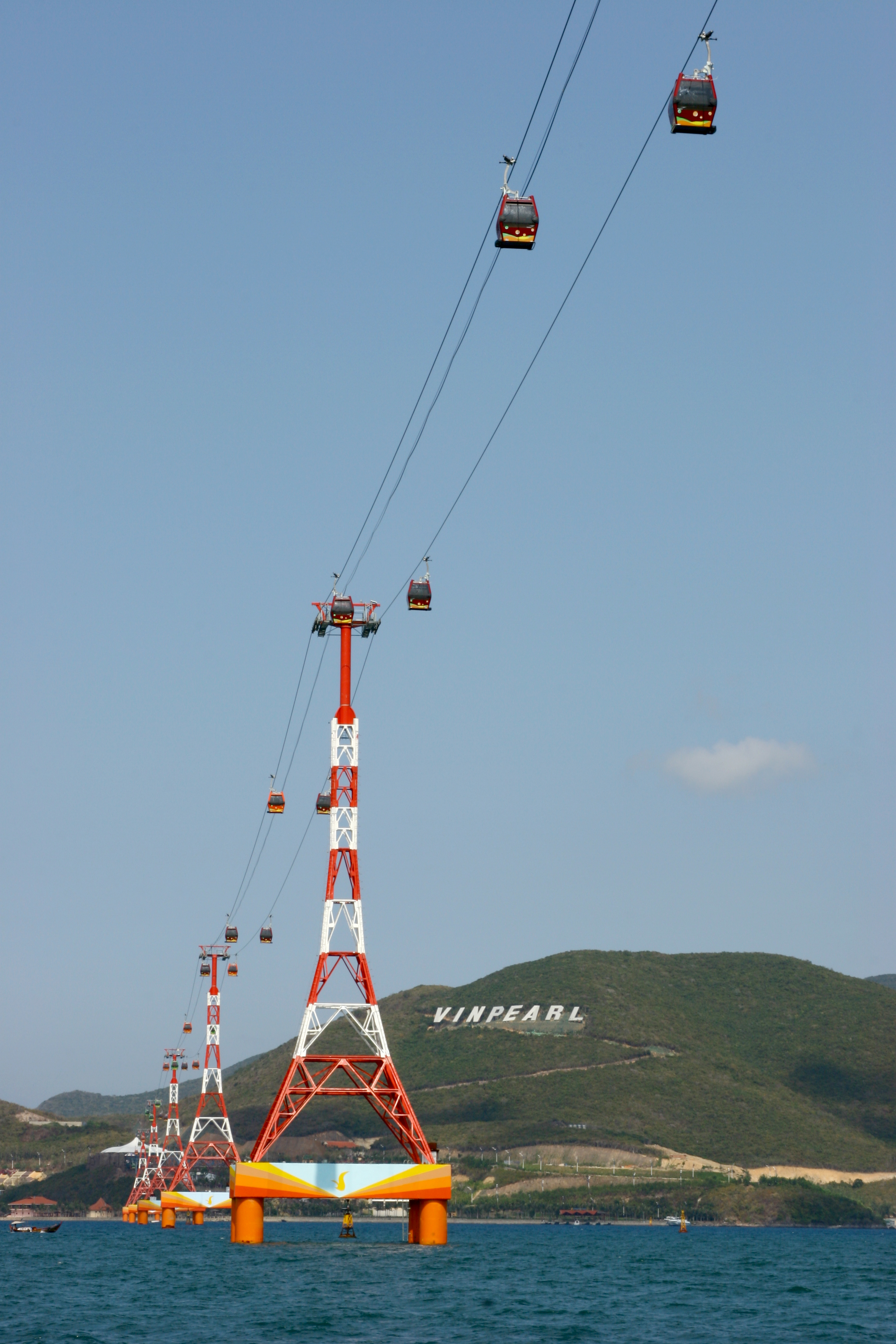
Канатна дорога

За однією з версій назва «Нячанг» — тямського походження (тями (чами) — одна з народностей В'єтнаму). У минулому Нячанг — звичайна рибальське село на березі моря, але з часів Французького Індокитаю місто стало розвиватися як курорт, і зараз воно є одним з курортних центрів країни.

## Економіка
Жителі міста зайняті рибальством, рибопереробкою та обслуговуванням туристів. В Нячанзі є невеликий морський порт.

## Туризм
Курортом Нячанг став ще за часів імператорів, коли В'єтнам був французькою колонією. Зараз тут найчастіші гості як жителі Сайгона, так і туристи зі всього світу.
Пляж міста — муніципальний, і лише невеликі ділянки узбережжя знаходяться в приватній власності. Є також цілющі джерела та грязі: у місті працює грязелікарня.
Пам'ятка Нячанга — вежі тямів — Понагар — побудовані наприкінці XIII століття володарем Чампа на ім'я Джая Сімхавармана III.
Ще одна визначна пам'ятка Нячанга — Пагода Лонгшон. Позаду пагоди на вершині пагорба розташована величезна кам'яна статуя Будди, що сидить на квітці лотоса.
У вересні 1928 року розпочалося будівництво Собору Христа Короля на невеликому гірському виступі, що називався Нуї Бонг, висотою 12 метрів. Після процесу вибуху, створення сходів та закладання кожного каменю, 14 травня 1933 року Церква була урочисто відкрита. Отець Луї Валле, місцевий священик, обрав Христа Короля офіційним покровителем Стовпової Церкви. Християнська жінка з Сайгона подарувала дзвін церкві, і 29 липня 1934 року отець Дрейєр, папський посланець, провів церемонію та назвав дзвін Терекса, Дитя Ісуса. А Дзвіниця була відкрита 3 грудня 1935 року. Це цікаве місце, яке варто відвідати у Нячангу.
Місто розташоване в годині перельоту від Хошиміна. У місті безліч ресторанів, барів, кафе, нічних клубів, дискотек, масажних салонів і салонів краси. Працює кілька дайв-центрів PADI (занурення проводяться у прилеглих островів). Найнесприятливіший сезон для відпочинку в Нячанзі з середини жовтня до середини грудня (висока ймовірність, що купанню будуть заважати невеликі хвилі).
В Нячанзі є багато готелів від однозіркових до п'ятизіркових.
Над бухтою Нячанга від міста до острова Хонче протягнута найдовша у світі морська канатна дорога. Кабіни на 8 осіб рухаються на висоті 50 м над морем. На острові розташований п'ятизірковий готель Vinpearl Resort & Spa, якому належить аквапарк і морський акваріум. Острів є найбільшим з усіх островів в районі Нячанга.